# Julie J. Chung
Julie J. Chung, cuyo nombre de nacimiento es Chung Ji-yoon, es una diplomática coreana-estadounidense que actúa como subsecretaria de Estado para Asuntos del Hemisferio Occidental del Departamento de Estado de Estados Unidos. Su primera asignación en el extranjero fue en Guangzhou, China . Posteriormente, Chung ocupó varios puestos en Japón, Vietnam, Tailandia, Camboya, Colombia e Irak.

## Biografía
Nació en Seúl, Corea del Sur. Emigró junto a su familia en 1977 a la edad de 5 años. Su padre, Jay H. Chung, es un científico espacial mientras su hermana Connie se desempeñó como productora en una estación de transmisión en San Francisco. Se licenció en Ciencias Políticas en la Universidad de California y obtuvo una maestría en Asuntos Internacionales en la Universidad de Columbia.
Fue funcionaria en el Consulado General de los Estados Unidos en Guangzhou, China. Trabajó en la Embajada de los Estados Unidos en Tokio, Japón. Mientras trabajaba en la Oficina de Asuntos Coreanos, Oficina de Asuntos del Este Asiático y el Pacífico (EAP/K), viajó con frecuencia a Pyongyang, Corea del Norte, en representación del grupo de trabajo de Estados Unidos para la Organización de Desarrollo Energético de la Península de Corea (KEDO). En 2003 se desempeñó como asistente especial de la EAP para Richard Armitage, subsecretario de Estado. En la embajada de Hanói, Vietnam, fue Suboficial de Asuntos Públicos y más tarde coordinadora de la Cooperación Económica Asia-Pacífico. Durante su mandato como Consejera Política Adjunta en la Embajada de Bogotá, Colombia, dirigió el programa de extradición del gobierno de Estados Unidos, así como ser la representante de Estados Unidos ante el Grupo de los 24 (G-24). En Bagdad, Irak, se desempeñó como Jefa de Estado Mayor coordinando la asistencia exterior civil-militar con 13 agencias y secciones. En agosto de 2014, a Chung se le asignó el cargo de Subjefe de Misión (DCM) de la embajada de Phnom Penh, Camboya. Fue trasladada de regreso a los EE.UU, en 2017, para desempeñarse como Directora de la Oficina de Asuntos Japoneses (EAP/J). Desde noviembre de 2018, asumió el cargo de Subsecretaria Adjunta Principal en la Oficina de Asuntos del Hemisferio Occidental. 